# Затоны-1
Затоны-1 (бел. Затоны 1) — деревня в составе Рясненского сельсовета Дрибинского района Могилёвской области Республики Беларусь.

## Население
- 1999 год — 6 человек
- 2010 год — 32 человека